# Home de Cromanyó
Els homes de Cromanyó o homes moderns més antics d'Europa foren les primeres poblacions europees d'Homo sapiens que van desenvolupar-se des d'aproximadament fa uns 50.000 anys i que podrien descendir d'individus migrats des de l'Àfrica fa uns 100.000 anys. Eren anatòmicament moderns i la seva morfologia no es diferenciava de la de la humanitat actual.
El terme «Home de Cromanyó», el nom del qual prové del jaciment de Cròs Manhon a Occitània, inicialment es va utilitzar per descriure els homes moderns més antics d'Europa. Cap a la dècada de 1970, el terme es va utilitzar per a qualsevol humà modern primerenc, com va ser el cas de les llunyanes restes dels Jaciments de Skhul i Qafzeh a Israel i diversos paleoindis de les Amèriques. El terme «Cromanyó» es manté en ús, però des de finals de la dècada de 1990 generalment es limita als primers humans europeus moderns.

## Història
Els paleoantropòlegs tenen dificultats per reconstruir la difusió de l'Homo sapiens a Europa per l'escassetat de fòssils humans del període de transició, i que algunes restes són petites porcions de l'esquelet difícils d'assignar a un tàxon específic, a més, diversos fòssils humans assignats a aquest interval s'han datat posteriorment a una edat més jove. Les llacunes i ambigüitats del registre fòssil humà d'aquest període fan que la transició entre els neandertals als humans moderns a Europa s'hagi reconstruït principalment a partir de restes arqueològiques, però també contenen ambigüitats i molts conjunts d'artefactes no es poden atribuir fermament a un o un altre tàxon.
Les primeres proves creïbles de la presència dels humans moderns a Europa són un conjunt d'artefactes trobats al sud-centre i possiblement a l'Europa de l'Est, corresponents al Paleolític mitjà i que daten de fa uns 48.000 anys, similars als conjunts fets al Llevant en una data anterior i aparentment representen un moviment de població cap als Balcans durant un interval de clima càlid. Un segon moviment de població correspon a un conjunt divers d'artefactes similars als conjunts contemporanis fets per humans moderns al Llevant, trobats als Balcans, parts del sud-oest d'Europa i probablement a l'Europa de l'Est, i que daten de diversos interestadials breus que van precedir al començament del quart esdeveniment Heinrich fa uns 40.000 anys. Les restes esquelètiques humanes més antigues conegudes a Europa que es poden assignar inequívocament a l'Homo Sapiens, trobades a Peștera cu Oase, daten de fa uns 42.000 anys però no s'associen amb artefactes. Després de l'erupció ignimbrítica de la Campània fa uns 40.000 anys, els conjunts d'artefactes assignats a la fase cultural Aurinyacià, una indústria associada a les modernes restes esquelètiques humanes desenvolupades a Europa, es van estendre per tot el continent.
Les restes trobades representen que probablement els moviments moderns de població humana des del Pròxim Orient cap a Europa es van produir a través dels Balcans, per la seva proximitat. Àsia central es considera una altra possible font de poblacions humanes modernes a Europa, especialment per l'Europa de l'Est. En canvi, la península Ibèrica i el Caucas semblen rutes menys probables, perquè les poblacions locals de neandertals van estar presents a les dues zones fins a relativament tard.
La fase inicial de l'assentament humà modern a Europa està representada per un nombre relativament reduït de jaciments arqueològics i restes esquelètiques humanes car els humans moderns van entrar a Europa amb una població relativament baixa i es van expandir cap a territoris desocupats adaptant-se a les noves condicions ambientals.
A Catalunya, s'estengué fa uns vint mil anys i, exceptuant unes poques troballes corresponents al període cultural anomenat aurinyacià, les restes corresponen al període de cultura anomenat gravetià, que fou la fase mitjana del perigordià. En canvi, durant els períodes anomenats solutrià i magdalenià, el fons gravetià es manté viu, i fins i tot s'allarga més que enlloc (a aquesta darrera fase, se l'anomena a Catalunya epigravetià).

Expansió estimada dels cromanyons a Europa (37500 aC)[5]
35000 aC
32000 aC
30000 aC

## Descobriment

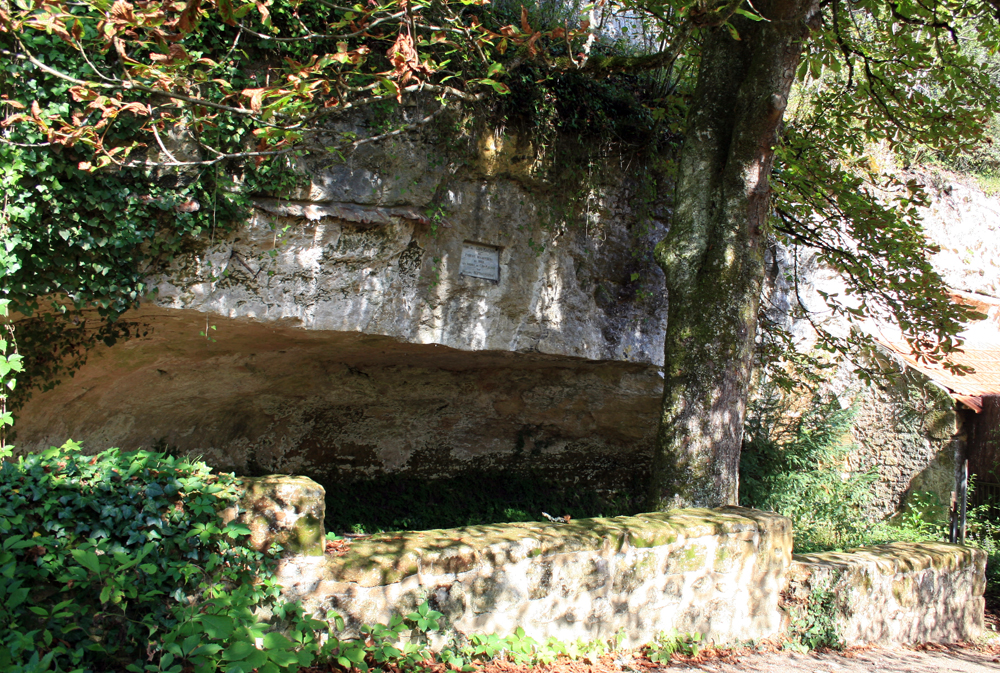
L'abric de Cròs manhon.

El nom en francès original de Cro-Magnon prové del topònim de la balma situada dins del terme municipal de Las Eisiás de Taiac. El topònim en si és una francització de l'occità Cròs manhon. Cròsmanhon és un mot format per dos elementsː cròs, que significa 'forat' o 'cova', i manhon, que podria significar 'gran' (del llatí magnus) o ser el nom d'una persona.
El 1868, el ministre d'Instrucció Pública va conèixer la notícia d'un important descobriment a Taiac. Va confiar al geòleg Louis Lartet la tasca de verificar-ne l’autenticitat. Aquest va relatar que els esquelets humans es van trobar per sota d'un terraplè format per tarteres de l'escarpament rocós de la part superior. La construcció de la línia de ferrocarril Niversac-Agen, cap al 1863, ja havia donat lloc a moviments de terres, però va ser gràcies a la construcció d’una carretera veïna el març de 1868 que va portar al descobriment de les restes humanes.

Louis Lartet està va estar excavant en aquest lloc, un dels molts refugis de roca que hi ha als penya-segats de Las Eisiás. Hi va descobrir cinc esquelets associats amb altres restes fragmentàries. Els cinc esquelets, eren d'un adult de cinquanta anys (Cromanyó 1), dos homes més també adults (Cromanyó 3 i 4) l’alçada dels quals arribava a 1,80 m, una dona (Cromanyó 2) i un nounat, amb el que probablement era un enterrament, atribuït després a la cultura aurinyaciana. En aquella època, aquest terme cobria el que avui hom anomena aurinyacià i gravetià.

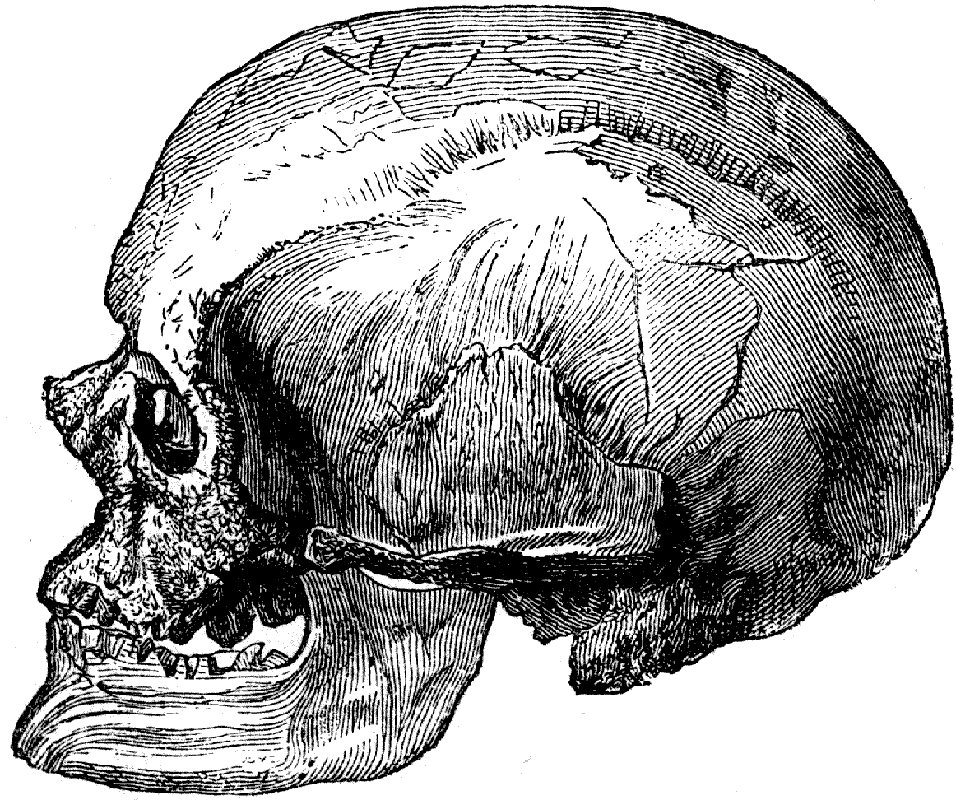
Crani d'un humà de Cromanyó

## Datació
El 2002, una nova datació de les restes del jaciment va precisar l'edat de la sepultura. Remunta a l'època gravetiana, i per al fòssil Cromanyó 1, es va precisar una edat de 27 680 BP (± 270 anys).

## Morfologia i cultura

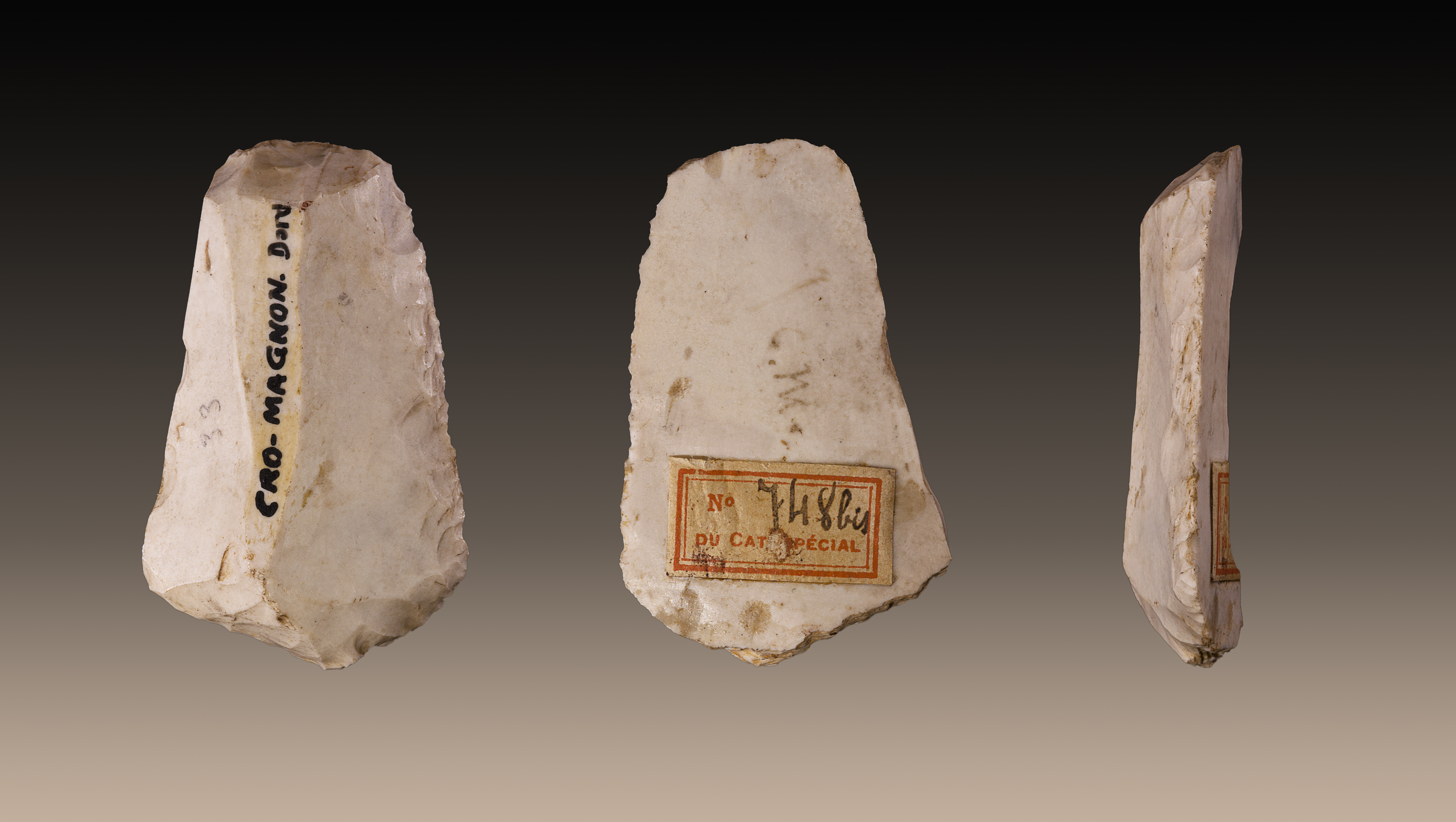
Eina de Cromanyó

La seva alçada mitjana era d'1,85 metres, és a dir, 25 centímetres més alt que els seus predecessors. L'humà de Cromanyó era dolicocèfal i pentagonal amb un volum cerebral lleugerament superior al de l'home actual, cara ampla i curta, front recte, arcs superciliars reduïts, absència de tor supraorbitari, òrbites separades i baixes, nas estret i prominent, prognatisme subnasal, boca fina i barra pronunciada, de nas ample i de mentó prominent.
L'home modern europeu va estendre's per l'Àrtida, Amèrica i Austràlia, tenia la capacitat d'adaptar-se al medi, crear eines i articular un llenguatge, i amb la seva capacitat física i una dieta més equilibrada va expulsar de les seves terres de cacera l'humà de Neandertal, que disposava d'una superior capacitat d'adaptació cultural i al clima fred amb els que van conviure durant uns 10.000 anys, i els arraconaren fins a provocar-ne l'extinció.
La modernitat del comportament sovint s'identifica amb l'ús de símbols, que es manifesta més clarament en el llenguatge sintàctic, que formen part d'una capacitat més àmplia per crear estructures complexes i organitzades jeràrquicament que inclouen la tecnologia, que presenta un patró d'acceleració de la innovació i de la complexitat en expansió durant el Paleolític Superior. L'ús de símbols també pot haver conferit algunes habilitats organitzatives úniques als humans moderns, i la creació de noves tecnologies i estructures organitzatives pot haver tingut un paper important en la dispersió dels humans moderns i la seva aparentment ràpida colonització d'una varietat d'hàbitats i zones climàtiques.
Sembla que s'ha de descartar la hibridació entre cromanyons i neandertals i, en tot cas, es pot parlar només d'una absorció parcial, sobretot de les dones que quedaven aïllades si els mascles de la tribu morien. L'arribada de l'home modern a la península Ibèrica va tenir lloc fa 42.500 anys, i atès que els neandertals s'haurien extingit fa 43.500 anys, es redueix el marge de convivència de les dues espècies en aquest territori fou de tan sols 1.000 anys. Al final del Paleolític Superior, l'humà de Cromanyó predominava per sobre el Neandertal, que de fet s'havia extingit.

### Paleopatologies
Els successius estudis paleopatològics del crani de Cromanyó 1, de 28000 anys d'antiguitat i trobat a la cova Eyzies, a Dordonya han proposat diverses hipòtesis i diagnòstics per explicar-ne les lesions òssies. El 2018, un examen mèdic de tomografia computada seguit d'una microtomografia de rajos X, amb reconstrucció facial tridimensional, va suggerir la presència de neurofibromes (tumors benignes al llarg del recorregut dels nervis perifèrics) corresponents a una malaltia genèticaː neurofibromatosi tipus I.

### Genètica
Segons un estudi paleogenètic publicat el 2016, basat en 51 fòssils europeus d'Homo sapiens datats entre 45.000 i 7.000 anys abans del present, les poblacions europees de l'època de Cromanyó (gravetià) tenen poca presència en el patrimoni genètic de les poblacions europees actuals. Diverses onades posteriors provinents del Pròxim Orient i l'Europa de l'Est van alterar profundament la composició genètica de les poblacions europees entre l'últim màxim glacial i l'edat del bronze, eliminant cada vegada una part significativa dels antecedents genètics anteriors. Tot i que va poblar Europa al Paleolític superior, l'home de Cromanyó només aporta una mitjana del 10 al 15% al patrimoni genètic dels europeus actuals.
La interpretació de la genètica de les poblacions humanes actuals, complementada amb l'anàlisi de l'ADN fòssil extret de l'Home de Neandertal i dels primers humans, explica que els Homo sàpiens, una espècie colonitzadora de fora d'Europa va poder competir amb èxit amb els neandertals locals degut a les seves habilitats cognitives i comunicatives superiors, que podrien haver conferit un avantatge competitiu als humans moderns, reemplaçant-los en l'hàbitat. El nombre limitat de llinatges d'ADNmt entre poblacions no africanes vivents és coherent amb un model de dispersió ràpida, inicialment cap a l'est, fora d'Àfrica i, posteriorment, cap al nord, cap a l'interior euroasiàtic. Els resultats obtinguts a partir de la reconstrucció contínua del genoma neandertal indiquen un patró distintiu que no es pot trobar entre els humans vius i suggereix un intercanvi genètic mínim entre els dos tàxons.

## Dieta
Els primers humans moderns eren essencialment caçadors, però també s'alimentaven de tubèrculs, ous, insectes i fruites, amb una dieta similar a la dels ossos i llops.

## Jaciments
El geòleg Louis Lartet descobrí els cinc primers esquelets d'humans de Cromanyó el març del 1868 al lloc anomenat Cròs Manhon a Les Eyzies, regió de Dordonya, a França. Després se'n trobaren més a tot Europa i a l'Orient Mitjà.
Les troballes més importants als Països Catalans corresponen a la Cova del Parpalló a Gandia, on s'han trobat plaques de pedra pintada i plaques gravades (pintura de l'estil de les de tipus parietals d'Altamira i Lascaux). Hi ha altres coves a la Garrotxa, però sense pintures ni gravats. Les pintures s'han datat del període solutrià, perquè a la Cova del Parpalló les capes restaven intactes.